# Hydrophis klossi
Hydrophis klossi är en ormart som beskrevs av Boulenger 1912. Hydrophis klossi ingår i släktet Hydrophis och familjen giftsnokar och underfamiljen havsormar. Inga underarter finns listade i Catalogue of Life.
Denna orm förekommer i havet vid Malackahalvön, norra Sumatra och västra Borneo. Habitatet och populationens storlek är okända. IUCN kategoriserar arten globalt som otillräckligt studerad. Honor lägger antagligen inga ägg utan föder levande ungar.